# Pantokrator

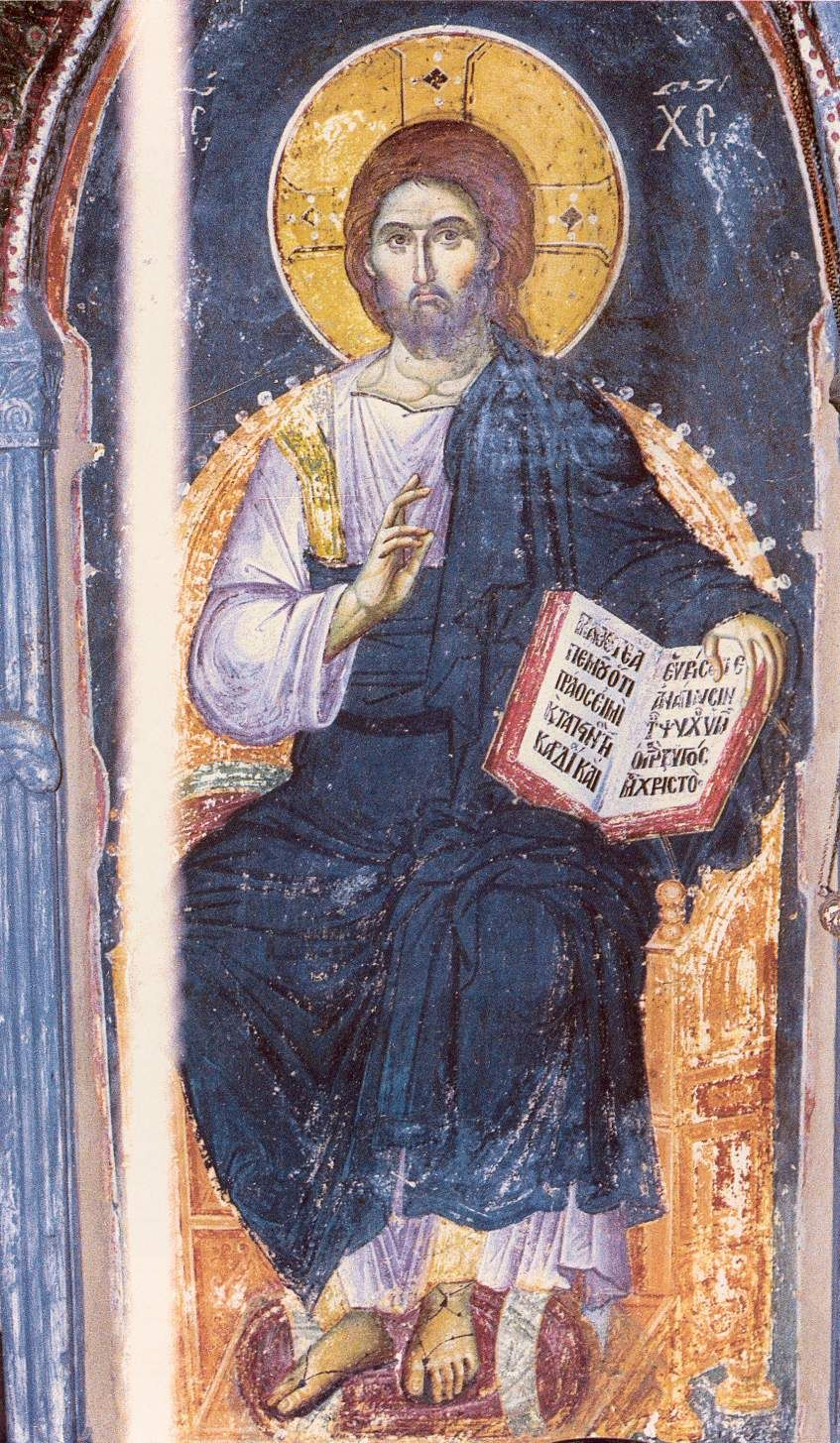

Pantokrator (Wszechwładca, Pan wszystkiego, gr. Παντοκρατωρ) – w ikonografii przedstawienie Jezusa Chrystusa jako władcy i sędziego Wszechświata.

## Historia powstania
Słowo Pantokrator pojawia się w Nowym Testamencie dziesięć razy: raz w Drugim Liście do Koryntian św. Pawła, „będę wam Ojcem, a wy będziecie moimi synami i córkami - mówi Pan wszechmogący (Παντοκρατωρ)” [2 Kor 6, 18], dziewięć zaś razy w Apokalipsie św. Jana.
Ikonograficzne przedstawienie Pantokratora rozprzestrzeniło się szeroko poczynając od IV-VI wieku w związku z przenikaniem do sztuki chrześcijańskiej elementów ikonografii późnoantycznej, zwłaszcza cesarskiej. Wówczas przedstawiano całą sylwetkę Chrystusa. W późniejszych czasach zaczęły pojawiać się przedstawienia do pasa, różniące się nieznacznymi szczegółami.

## Znaczenie ikony
Jako Pantokrator Chrystus przedstawiony jest w pozycji stojącej lub siedzącej na tronie, z otwartym Pismem Świętym w lewej dłoni i uniesioną prawą dłonią w geście błogosławieństwa. Ułożenie palców nawiązuje do greckiego monogramu Chrystusa: IC XC. Połączone są dwa palce: kciuk z serdecznym. Dzięki temu palce wskazujący i zgięty środkowy przypominają litery IC. Skrzyżowane ukośnie kciuk i serdeczny w zestawie z małym palcem tworzą XC. Nie jest to jedyna interpretacja gestu, według niektórych teologów połączony kciuk z palcem serdecznym są symbolem dwoistości natury Chrystusa: boskiej i ludzkiej. Natomiast złączenie trzech palców: małego, serdecznego i kciuka symbolizuje Trójcę Świętą. 
Księga, jaką Jezus trzyma w lewej dłoni, nawiązuje do jego misji nauczania. Zwykle zamieszczony jest na niej cytat z Ewangelii według św. Jana: „Nie sądźcie z zewnętrznych pozorów, lecz wydajcie wyrok sprawiedliwy” [J 7, 24].

## Miejsce w cerkwi
W tradycji cerkiewnej przedstawienie Chrystusa jako Pantokratora jest najczęściej umieszczane na sklepieniu centralnej kopuły cerkwi. Tradycja ta, sięgająca Kościoła XI wieku, ma znaczenie symboliczne. W czasie panowania dynastii macedońskiej (867–1056), kiedy to zakończył się ikonoklazm, w Bizancjum odżyła sztuka Kościoła. Już w tamtych czasach świątynie chrześcijan zaczęto budować wedle zamysłu stworzenia „obrazu kosmosu”. Umiejscowienie ikony Pantokratora na centralnym sklepieniu miało ukazać Chrystusa, który z wysokości patrzy na swój świat.

## Ikony Pantokratora

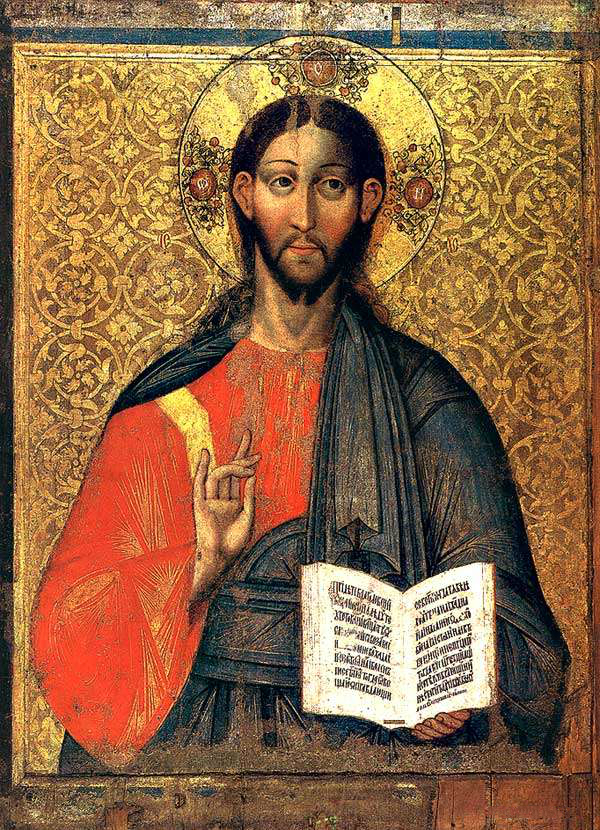
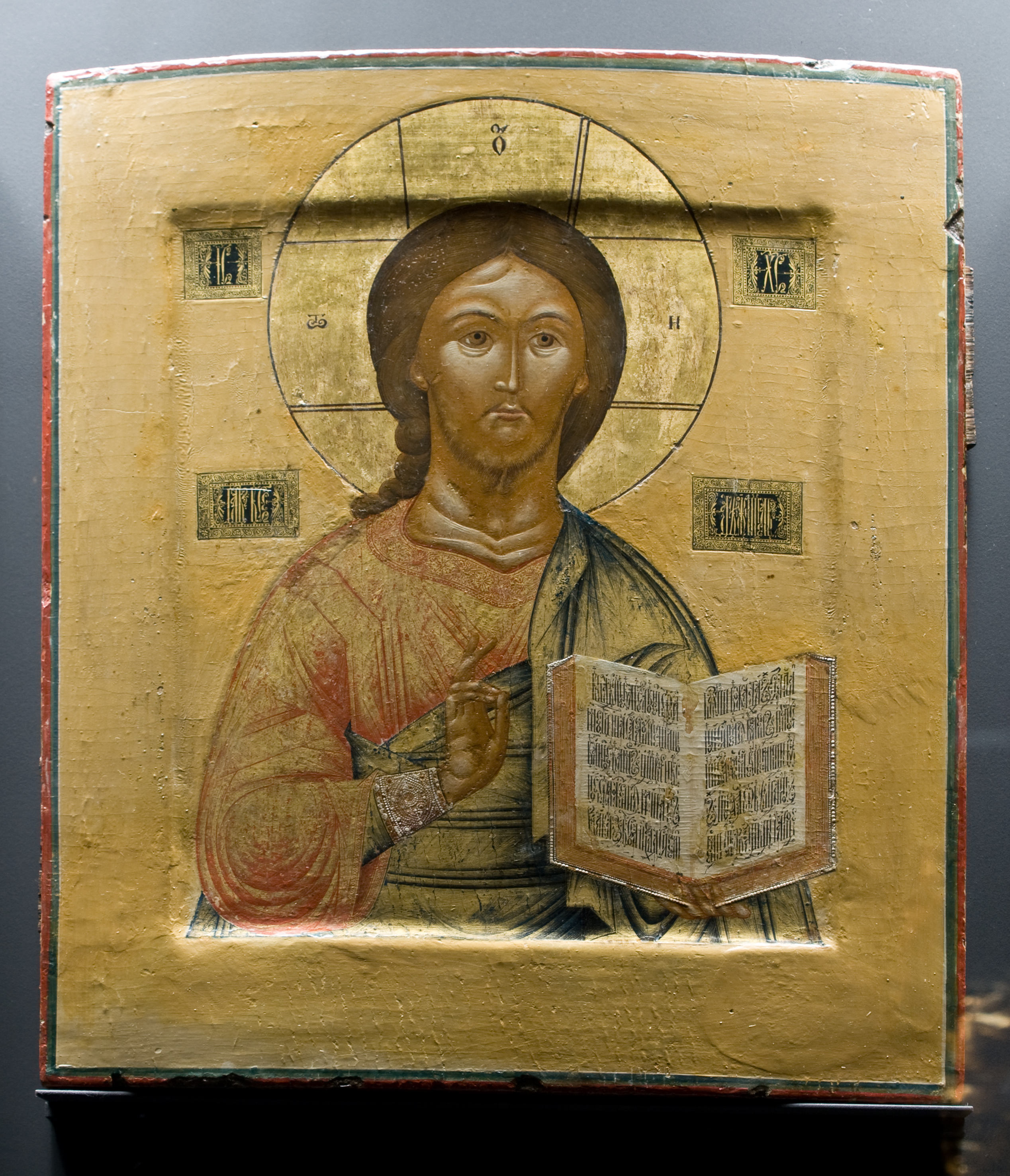
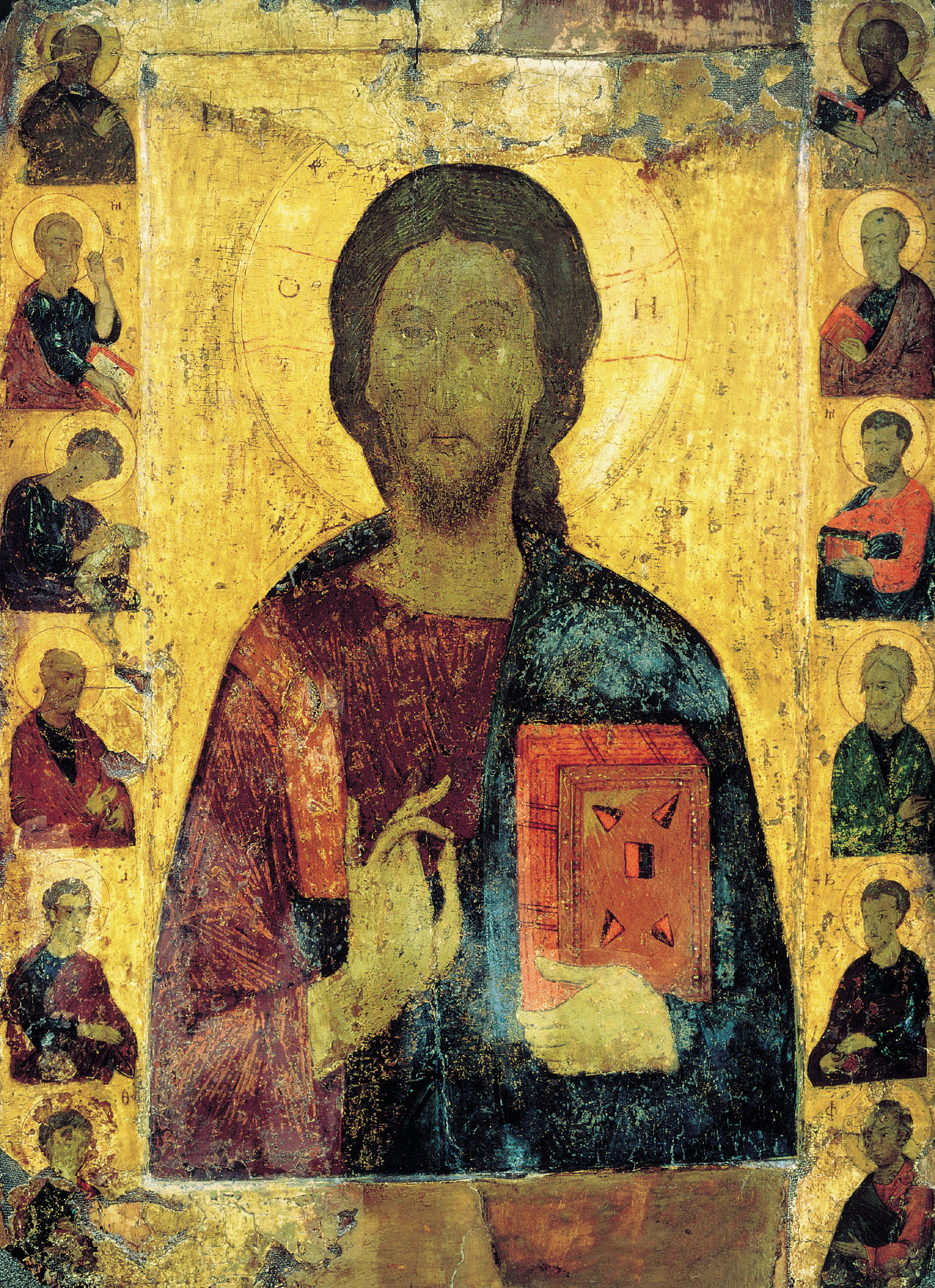
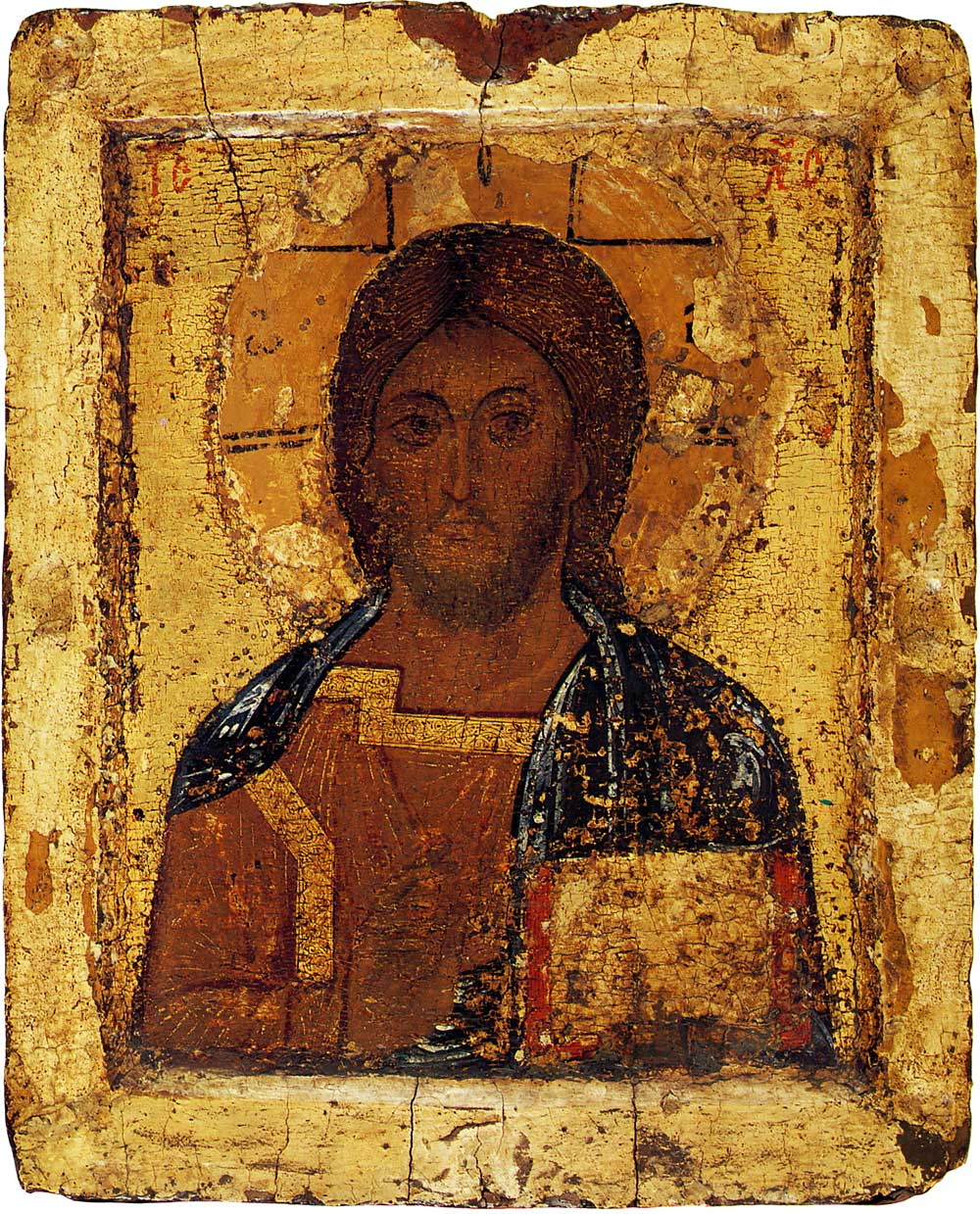
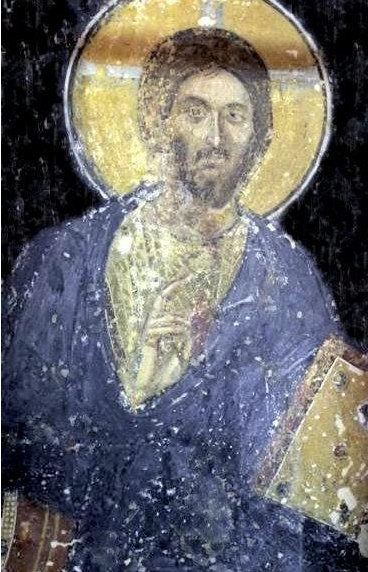
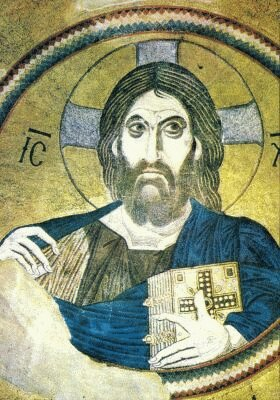
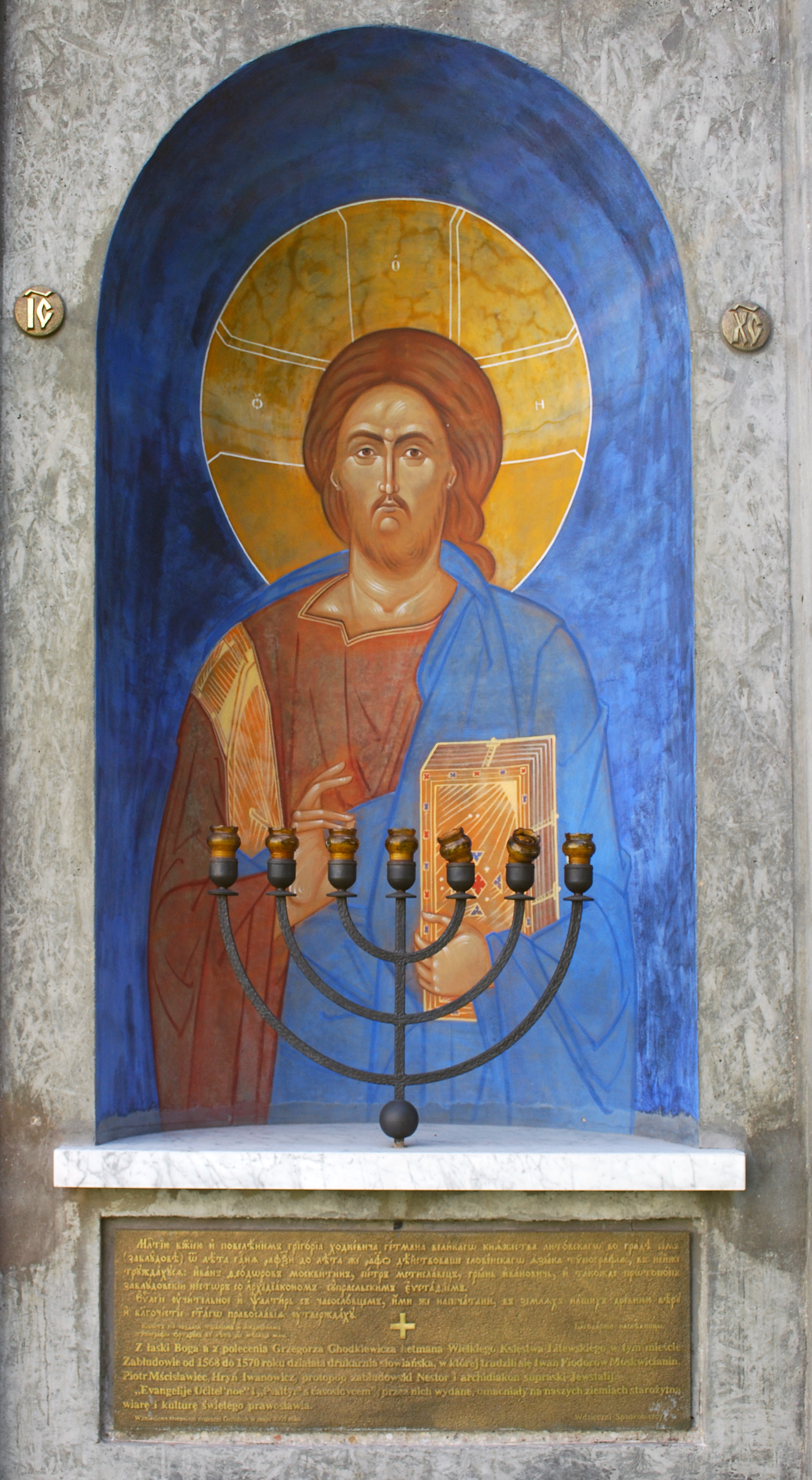
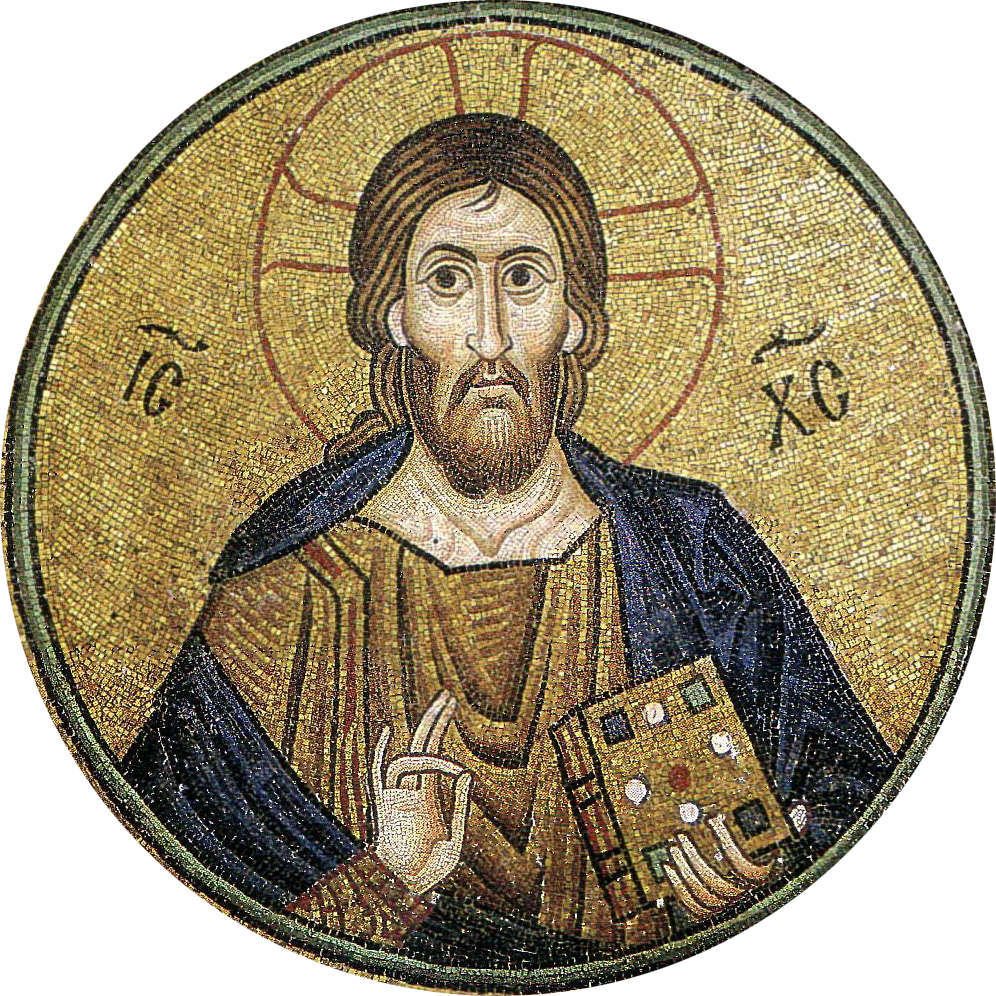
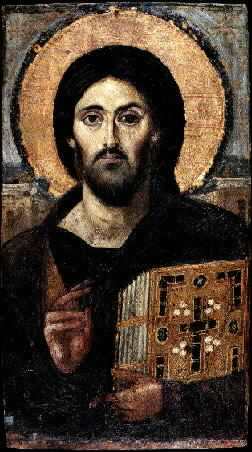
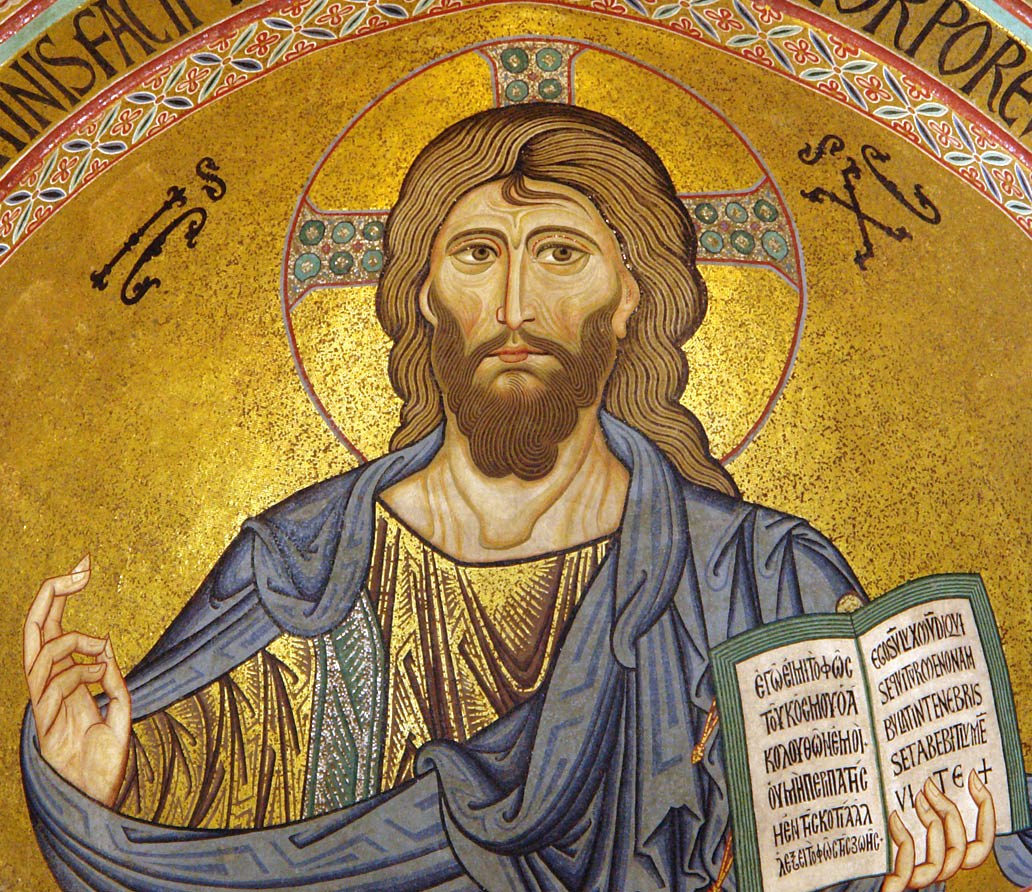